# أنت الأسوأ (الموسم الثاني)
الموسم الثاني من مُسلسل الكوميديا والدراما الأمريكي أنت الأسوأ، بدأ عرضهُ في 9 سبتمبر، 2015، على قناة "FX". واحتوى على 13 حلقة، إنتهى عرضهُ في 9 ديسمبر، 2015.

## الممثلين والشخصيات

### شخصيات رئيسية
- كريس غير بدور جيمي شايف-أوفيرلي، كاتب إنجليزي يعيش في لوس أنجلوس.
- آيا كاش بدور غريتشن كاتلر، امرأة مكتئبة، تعمل مسؤولة علاقات عامة في شركة إنتاج موسيقي.
- ديزمن بورغس بدور إيدغار كينتيرو، جندي سابق مصاب بإضطراب نفسي، وهو صديق جيمي المُقرب وشريكه في السكن.
- كيذر دونهيو بدور لينزي جيليان، صديقة غريتشن المقربة.

### شخصيات ثانوية
- جانيت فارني بدور بيكا باربرا، صديقة لينزي، وحبيبة جيمي السابقة.
- تود روبرت أندرسون بدور فيرنون باربرا، أخ لينزي غير الشقيق وزوج بيكا.
- آلان ماكليود بدور بول جيليان، زوج لينزي.
- شاين فرانسيس سميث بدور كيليان مونس.
- براندون ميشال سميث بدور سام دريزدن، مغني راب.
- ستيفن شنايدر بدور تاي وايلاند، مخرج أفلام وحبيب غريتشن السابق.
- جيوفاني سامويل بدور بريانا، مساعدة غريتشن.
- داريل بريت غيبسون بدور شيتستاين، عضو في فرقة سام.
- آلين مالدونادو بدور هني نتز، صديق سام وعضو في فرقته.
- ماجينا توفاه بدور أيمي كادينغل.
- كوليت وولف بدور دوروثي دوروود.
- تيسا فيرير بدور نينا كيوني.
- كولن كامبل بدور بارفلي.

## الحلقات
| التسلسل الإجمالي | تسلسل الموسم | عنوان الحلقة "بالإنجليزية"         | إخراج          | كتابة                           | تاريخ العرض    | رمز الإنتاج | عدد المشاهدين (بالمليون) |
| ---------------- | ------------ | ---------------------------------- | -------------- | ------------------------------- | -------------- | ----------- | ------------------------ |
| 11               | 1            | «The Sweater People»               | أليكس هاردكاسل | ستيفن فالك                      | 9 سبتمبر 2015  | XYW02001    | 0.301                    |
| 12               | 2            | «Crevasses»                        | أليكس هاردكاسل | ستيفن فالك                      | 16 سبتمبر 2015 | XYW02002    | 0.267                    |
| 13               | 3            | «Born Dead»                        | أليكس هاردكاسل | ستيفن فالك                      | 23 سبتمبر 2015 | XYW02003    | 0.233                    |
| 14               | 4            | «All About That Paper»             | أليكس هاردكاسل | فرانكلن هاردي و شاين كوساكاوسكي | 30 سبتمبر 2015 | XYW02004    | 0.294                    |
| 15               | 5            | «We Can Do Better Than This»       | ويندي ستانزلر  | إيفا أنديرسون                   | 7 أكتوبر 2015  | XYW02005    | 0.198                    |
| 16               | 6            | «Side Bitch»                       | ويندي ستانزلر  | أليسون بينيت                    | 14 أكتوبر 2015 | XYW02006    | 0.132                    |
| 17               | 7            | «There Is Not Currently a Problem» | ويندي ستانزلر  | ستيفن فالك و فيليب لوجفيدن      | 21 أكتوبر 2015 | XYW02007    | 0.182                    |
| 18               | 8            | «Spooky Sunday Funday»             | ويندي ستانزلر  | ستيفن فالك                      | 28 أكتوبر 2015 | XYW02008    | 0.240                    |
| 19               | 9            | «LCD Soundsystem»                  | ستيفن فالك     | ستيفن فالك                      | 4 نوفمبر 2015  | XYW02009    | 0.234                    |
| 20               | 10           | «A Right Proper Story»             | ستيفن فالك     | فرانكلن هاردي و شاين كوساكاوسكي | 11 نوفمبر 2015 | XYW02010    | 0.185                    |
| 21               | 11           | «A Rapidly Mutating Virus»         | مات شاكمان     | إيفا أنديرسون و أليسون بينيت    | 18 نوفمبر 2015 | XYW02011    | 0.188                    |
| 22               | 12           | «Other Things You Could Be Doing»  | مات شاكمان     | ستيفن فالك                      | 2 ديسمبر 2015  | XYW02012    | 0.175                    |
| 23               | 13           | «The Heart Is a Dumb Dumb»         | مات شاكمان     | ستيفن فالك                      | 9 ديسمبر 2015  | XYW02013    | 0.269                    |